# Débora Hait
Débora Hait (15 de julio de 1980) es una deportista argentina que compitió en taekwondo. Ganó dos medallas en el Campeonato Panamericano de Taekwondo en los años 2006 y 2010.

## Palmarés internacional
| Campeonato Panamericano | Campeonato Panamericano  | Campeonato Panamericano | Campeonato Panamericano |
| Año                     | Lugar                    | Medalla                 | Categoría               |
| ----------------------- | ------------------------ | ----------------------- | ----------------------- |
| 2006                    | Buenos Aires (Argentina) | Medalla de plata        | –55 kg                  |
| 2010                    | Monterrey (México)       | Medalla de bronce       | –57 kg                  |